# Augusto Dutra de Oliveira
Augusto Dutra de Oliveira, född 16 juli 1990, är en friidrottare från Brasilien. Han deltog vid olympiska sommarspelen 2016 och olympiska sommarspelen 2020.